# Lo haré por ti
«Lo haré por ti» es una canción pop latino con influencias del rock y fusiones con el género bolero y el género funk, de la cantante mexicana Paulina Rubio. La canción fue escrita por el cantautor y productor colombiano Fabio Alonso Salgado —más conocido como "Estéfano"— y producido por Chris Rodríguez, e incluida en el quinto álbum de estudio de la cantante, Paulina (2000).
Durante enero de 2000 se dio a conocer el primer sencillo del álbum homónimo de Paulina Rubio, pero su lanzamiento oficial fue el día 24 de ese mes en México, publicado por el sello discográfico Universal Music Group. Con esto, se convirtió en el sencillo debut de la cantante con dicha compañía y en su décimo cuarto sencillo cronológico.
El vídeo musical fue dirigido por el director mexicano Carlos Somonte. El clip grabado en las costas de Acapulco muestra una línea de diferentes paisajes, populares en ese lugar, con las diferentes facetas de la Paulina del siglo XXI. 
Tras su lanzamiento, «Lo haré por ti» se convirtió en éxito, ya que lideró la posición N.º 1 en México y otros países de Latinoamérica. En Estados Unidos, el sencillo figuró en la posición N.º 13 y N.º 7 del Hot Latin Tracks y Hot Latin Pop Songs respectivamente. Esto de la Revista Billboard. «Lo haré por ti» fue el primer sencillo de Paulina Rubio en figurar en la lista musical, desde "Nieva, Nieva" en 1993.

## Escritura, grabación y producción
La canción fue escrita por Fabio Alonso Salgado más conocido como "Estefano", producida por Chris Rodríguez y grabada en Midnight Studios en Miami, Florida. La canción tiene un ritmo muy peculiar y pegajoso. En un principio Lo Haré Por Ti es una canción Pop rock. Pero esta vez, Paulina quiso arriesgar más ritmos y convertirla en algo más original, es cuando se le ocurre apoyarse en el género del Bolero e incluyéndolos ritmos latinos de la Música disco y el Funk. 
La canción tiene un parecido muy grande con el tema “Dark Lady" grabado por la cantante estadounidense Cher en 1974.

## Lanzamiento
Más que nada, el tema marca un gran regreso para Paulina Rubio, consolidándola desde este álbum como la "Princesa del Pop Latino" hasta el momento conocida mundialmente como La Reina del Pop Latino. Lo Haré Por Ti se lanzó oficialmente en México a principios de marzo de 2000, aunque realmente ya había llegado a las radios en enero de ese año. En Sudamérica y Estados Unidos se lanzó a últimos del mismo mes, mientras que en España fue en abril de dicho año.

## Promoción
La promoción de Lo Haré Por Ti fue muy fuerte tanto en la radio como en la televisión. En sus show's Paulina siempre abría con esta canción y, hasta el momento sigue siendo una de las más aplaudidas y coreadas por el público. 
En el otoño del 2000 Paulina Rubio se presentó en la séptima entrega del Premio Furia Musical en donde se presentó con gran éxito con el reconocido vocalista del grupo Regional Mexicano Bronco, Lupe Esparza. La interpretación fue una versión al estilo grupero, esa misma noche se llevó un premio especial de dicho galardón.
Otra presentación inolvidable fue en el Festival Bar de Italia del 2001. Cabe recordar que ese año se editó Paulina en ese país por lo cual ya se habían lanzado tres sencillo del disco, estre el que estaba Lo Haré Por Ti. Junto a otras estrellas internacionales como Ronan Keating, Bon Jovi y Nelly Furtado, el tema que interpretó formó parte del {álbum oficial del evento.
Sin embargo, además de esto Lo Haré Por Ti llegó a la pantalla chica de las telenovelas de varios países de Latinoamérica. Una de las principales fue la telenovela peruana María Rosa, buscame una esposa en donde se usó como intro de la trama. En la telenovela Clase 406 pusieron el Remix Oficial como fondo en un capítulo.

## Videoclip
El videoclip se estrenó en abril del año 2000 en Latinoamérica y fue dirigido por Carlos Somonte, importante director mexicano. Por otro lado, el vídeo se grabó en las cálidas playas de Acapulco, Guerrero. Esta importante playa de México además de contar con una importante cultura natural, tiene varios centros sociales nocturnos como es la Discoteca y Antros, lo cual Paulina no pasó desapercibido y logró grabaciones internas en estos centros nocturnos. 
El estilo de Paulina Rubio en este vídeo es muy diferente al que mostraba en sus anteriores clip's, Aquí, La Chica Dorada denota un estilo más fresco e innovador. Siempre con un sombrero vaquero, gafas obscuras, cabello rubio caído y minifalda, Paulina pasó a convertirse en un icono caótico. Curiosamente La Reina del Pop, Madonna usa algo igual en sus vídeos "Music" y "Don't Tell Me", del álbum que se lanzó en septiembre del año 2000. Paulina siguió con esta línea es sus próximos videos "El Último Adiós"; de junio del 2000 e "Y Yo Sigo Aquí" de enero de 2001.

## Rendimiento en las listas musicales
Después de mantener en Latinoamérica varias canciones en el #1 como "Mío", "Nieva, Nieva" y "Te Daría Mi Vida" en los años 90, en marzo de 2000 regresó con un nuevo estilo musical, pero Paulina no había tenido un #1 en la Revista Billboard, salvo "Mío" que llegó al #3 del Hot Latin Tracks. Sin embargo, era muy difícil que una canción de ella llegará instantáneamente al número uno, además también de la gran competencia que había durante ese tiempo. Pero Lo Haré Por Ti debutó en la posición #26 en julio de 2000 en Billboard Hot Latin Tracks y en cuestión de cuatro semanas logró la posición #13, la cual sería la posición más alta en el chart de Lo Haré Por Ti. En total permaneció 10 semanas en la lista.
En la misma cartelera pero en el Latin Pop Songs debutó en la posición #24 y alcanzó el #07 como máxima posición, permaneciendo dos semanas en el mismo lugar y 27 semanas en el conteo.

## Países
| América        |                          |    |
| Estados Unidos | Hot Latin Tracks         | 13 |
| Estados Unidos | Hot Latin Pop Songs      | 7  |
| Estados Unidos | Hot Latin Tropical Songs | 23 |